# 1766
Cette page concerne l'année 1766  du calendrier grégorien.
L'année 1766 est une année commune qui commence un mercredi.

## Événements
- Début du règne de Ngolo Diarra, roi du Royaume bambara de Ségou[2].
- Japon : mouvement loyaliste à la Cour de Kyoto conduit par Yamagata Daini et Fuji Umon prônant le rétablissement des pleins pouvoirs pour l’empereur. Le bakufu intervient et réprime tout projet formé en ce sens[3].
- Quatre tentatives d’invasions de la Birmanie par la Chine sont mises en échec entre 1766 et 1769[4].

### Amérique

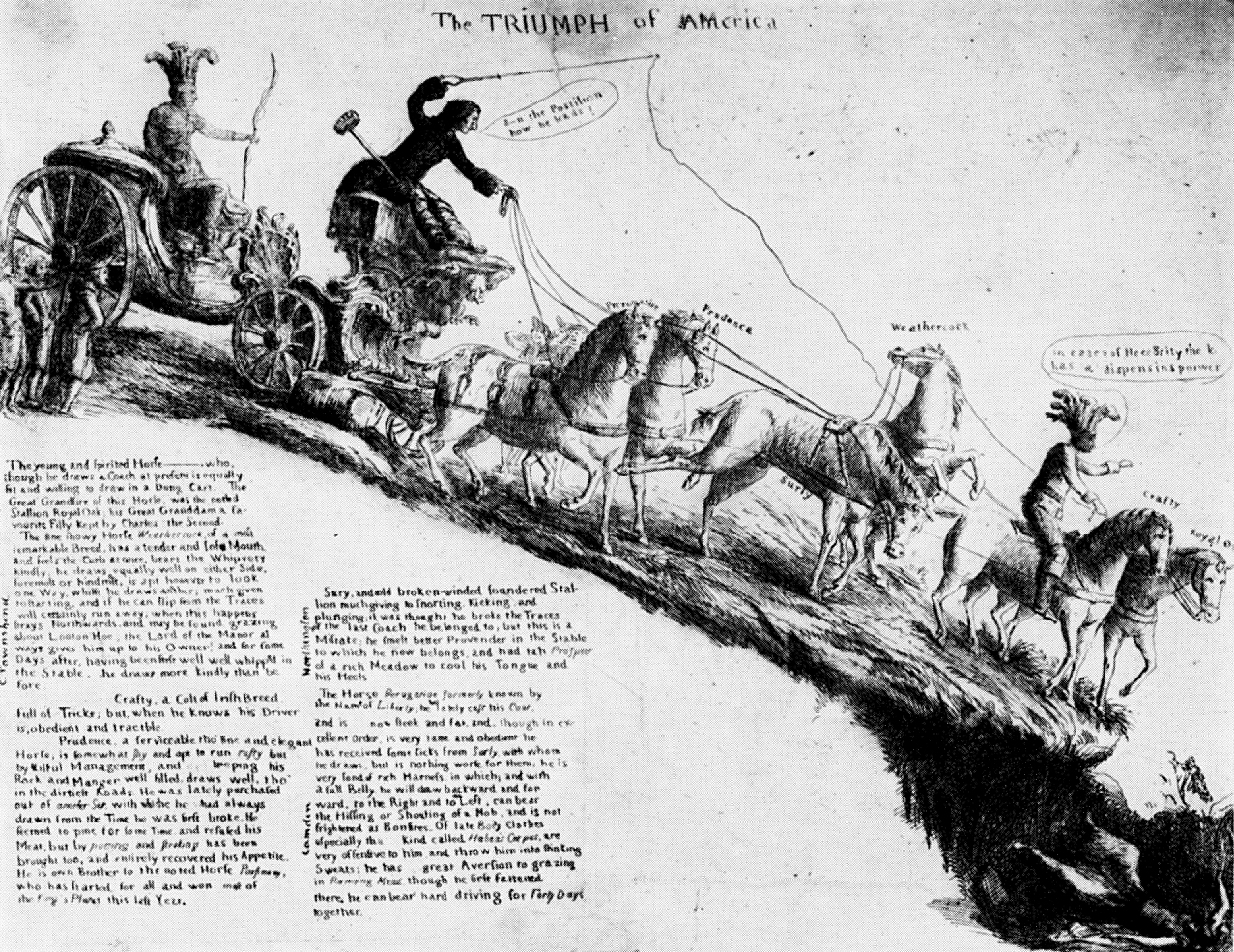
Caricature anglaise sur l'abrogation du Stamp Act

- 8 janvier : les Britanniques fondent Port Edgmont, un établissement aux îles Malouines (fin en 1770)[5].
- 5 mars : Antonio de Ulloa, premier gouverneur espagnol de Louisiane, arrive à La Nouvelle-Orléans ; il doit fuir à Cuba en 1768 devant la révolte des colons français et des métis[6].
- 18 mars : abrogation du Stamp Act par le Parlement britannique grâce à l'action de Benjamin Franklin. Il assortit cequi est perçu par George III comme une reculade du Declaratory Act qui affirme que le Parlement britannique a tout pouvoir pour imposer ses lois aux colonies et à la population américaines[7].
- 24 juillet : le chef des outaouais Pontiac signe la paix avec les Britanniques à Oswego[8]. Fin de la rébellion de Pontiac.
- 25 août : Carlos Francisco de Croix prend ses fonctions de vice-roi de Nouvelle-Espagne (fin en 1771)[9].
- Août :
  - Fondation de la Sandy Creek Association dans le comté d'Orange. Elle marque le début du Regulator Movement en Caroline du Nord entre 1766 et 1771 : les fermiers blancs s’organisent afin de s’opposer aux riches administrateurs de la colonie. Ils entravent la collecte des impôts et la saisie de ceux qui ne s’en sont pas acquittés. Des procès sont interrompus lors d’émeutes[10].
  - Anti-Rent War. Révoltes de fermiers contre les grandes propriétés féodales de l’État de New York (comté de Dutchess)[11].
- 10 novembre, New Jersey : charte de fondation de Queen's College, future université Rutgers[12].

### Europe
- 1er janvier : mort de Jacques François Stuart. Bonnie Prince Charlie devient prétendant jacobite au trône du Royaume-Uni[13].
- 14 janvier : début du règne de Christian VII de Danemark, roi de Danemark et de Norvège (fin en 1808)[14].
- 5 février : traité d’amitié et de commerce de Stockholm entre la Suède et la Grande-Bretagne[15].
- 23 février : mort de Stanislas Leszczynski[16]; fin de son viager sur le Duché de Lorraine et de Bar, intégrés au Royaume de France.
- 12 mars : l’impératrice Marie-Thérèse ordonne la confection d’un cadastre, dit « cadastre thérésien » qui doit mettre fin aux inégalités dans la perception de l’impôt foncier[17].

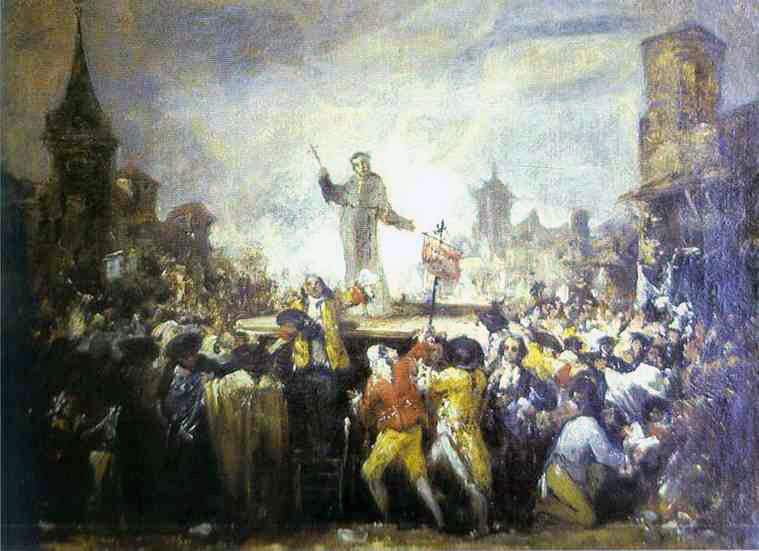
23 mars : motín de Esquilache, de Francisco de Goya

- 23 mars, Espagne : début du Motín de Esquilache, émeute populaire et xénophobe qui conduit au renvoi du ministre sicilien (il avait voulu, pour assurer la sécurité à Madrid, interdire le port du chapeau à large bord et de la grande cape)[18].
- 9 avril, Russie : Béardé de l’Abbaye, docteur en droit d’Aix-la-Chapelle, remporte le prix sur la question proposée par la Société libre d’économie politique de Saint-Pétersbourg sur la suppression du servage et ses conséquences. Le concours, organisé à l’instigation secrète de Catherine II de Russie reçoit 162 mémoires[19].
- 11 avril[20] : le comte d’Aranda (1718-1798), chef du « parti aragonais », remplace Esquilache comme président du conseil de Castille (fin en 1773) et anime une politique de réforme du royaume.
- 2 mai, Espagne : ordonnance pour la répartition des communaux entre les paysans pauvres en Estrémadure, mesure étendue plus tard à l'Andalousie et à la Manche[21].
- 3 mai, Provinces-Unies : à la majorité de Guillaume V d'Orange-Nassau, le duc de Brunswick voit sa toute-puissance confirmée aux Provinces-Unies par un acte du conseil[22].
  - Des tendances politiques se dessinent : les « orangistes », amis du prince, réunissent, sous un programme d’unification monarchique centralisée, une partie de la noblesse terrienne et les classes populaires urbaines, des marins et des gens de métier, unis dans un calvinisme rigoureux. Le parti dit « des Régents » (Herren) regroupe les partisans des États généraux, des États provinciaux, des corps urbains, c’est-à-dire de la constitution de la république des Provinces-Unies. Socialement issus des milieux d’affaires, du commerce, de la manufacture et des hommes à talents, ce sont des calvinistes modérés et tolérants. Politiquement, ils contrôlent le pouvoir grâce au système électoral et soutiennent le Grand-pensionnaire élu tous les cinq ans.
- 1er juin : décret de création de la Casa de Correcciôn de San Fernando près de Madrid, à la suite des émeutes. L’hôpital offre du travail aux mendiants et aux prostituées chassés de la ville[23].
- 20 juin : traité d’amitié et de commerce de Saint-Pétersbourg entre la Russie et la Grande-Bretagne[15].
- 30 juillet : début du ministère whig de William Pitt l'Ancien, Premier ministre du Royaume-Uni (fin le 12 mars 1767)[24]. Il entame une politique de rigueur contre les colonies américaines.
- 22 août, Plymouth : début du voyage de Samuel Wallis en Océanie (fin le 20 mai 1768)[25].
- Octobre - novembre : médiation du ministre français Choiseul dans un conflit hispano-britannique relatif à d’énormes dettes de Madrid envers Londres (solde de la rançon de Manille). Plus tard, il apaise la colère de l’Espagne vis-à-vis des Britanniques qui occupent l’archipel des Malouines[26].
- 25 novembre : à la diète de Pologne, ouverte le 6 octobre, le chancelier Andrzej Zamoyski propose la limitation du liberum veto[27]. En réaction, les magnats conservateurs forment la confédération de Radom (24 mai 1767) qui sollicite l’aide de la Russie et de la Prusse et exige le rétablissement de la constitution traditionnelle. Le roi résiste et l’armée russe encercle la Diète suivante. Sans armée, Stanislas Poniatowski cède et renvoie la « confédération » qui l’appuyait. L’envoyé de la tsarine, le prince Repnine soulève alors le problème des « dissidents », les protestants et les orthodoxes qui ont été privés de leurs droits au XVIIe siècle et en exige la restitution. La Diète refuse. Les Russes interviennent malgré tout et font pression pour obtenir la convocation d’une nouvelle Diète (5 octobre 1767-5 mars 1768). Deux évêques et l’hetman sont déportés et l’assemblée se réunit pas pendant quatre ans. Une « délégation » de la Diète qui siège dans l’intervalle des sessions capitule et accepte le respect des lois fondamentales : liberum veto, liberté des élections, droit exclusif de la noblesse d’exercer des charges d’État et de posséder des domaines fonciers, droit de refuser obéissance au roi qui violerait la Constitution, confirmation du pouvoir seigneurial sur les paysans. Moyennant quoi les restrictions aux droits sont abolies pour les dissidents[28].
- 5 décembre :
  - Brest : début du tour du monde de Bougainville[29] (fin en mars 1769). Il parcourt l’Atlantique et découvre dans le Pacifique Tahiti (1768), les Samoa, les îles Salomon.
  - fondation de Christie's, à Londres[30].
- 14 décembre : manifeste impérial appelant à l’élection d’une assemblée pour réformer la législation en Russie[31].
- 25 décembre : le Codex Theresianus, projet de code civil en Autriche, est présenté à l’Impératrice Marie-Thérèse. Il est rejeté par le Conseil d’État et n’est pas promulgué[32].
- Le conseil d’État de Vienne tente d’appliquer à la Hongrie une politique économique analogue à celle que la Grande-Bretagne imposait à ses colonies nord-américaines. La crise est évitée grâce à la sagesse de Marie-Thérèse[33].
- Jacquerie en Haute-Silésie[34].
- Révolte des Cosaques du Iaïk, dans l’Oural, causée par les abus commis par les employés de la chancellerie d’Orenbourg, cruellement réprimée (1766-1767)[35].

## Naissances en 1766
- 1er janvier : Antoine-Vincent Arnault, académicien français († 16 septembre 1834).
- 10 janvier : Louis Massonneau, compositeur, violoniste et chef d'orchestre allemand d'ascendance française († 4 janvier 1848).
- 10 février : Benjamin Smith Barton, botaniste américain († 19 décembre 1815).
- 24 février : Samuel Wesley, organiste et compositeur anglais († 11 octobre 1837).
- 1er mars : Ernst Friedrich Herbert zu Münster, homme d'État allemand († 20 mai 1839).
- 2 mars : Thomas Henry, peintre et mécène français († 7 janvier 1836).
- 8 mars : Jean-Baptiste Lubin, homme politique et propriétaire terrien français († 24 février 1848).
- 10 mars : Jean-Baptiste Broussier, général français († 13 décembre 1814).
- 28 mars : Joseph Weigl, compositeur et chef d'orchestre autrichien († 3 février 1846).
- 1er avril : François-Xavier Fabre, peintre et graveur français († 16 mars 1837).
- 22 avril : Germaine de Staël, écrivaine française († 14 juillet 1817).
- 10 mai : Jean-Baptiste-Jacques Legrix de La Salle, homme politique français († 17 juillet 1840).
- 4 juin : Giuseppe Cammarano, peintre italien († 8 octobre 1850).
- 2 juillet : Claude Gaspard Blancheville, colonel dans l'armée napoléonienne († 2 mars 1810).
- 7 juillet :
  - Guillaume Philibert Duhesme, militaire français, général de division († 20 juin 1815).
  - Dominique-Jean Larrey, médecin français, père de la médecine urgentiste († 25 juillet 1842).
- 22 juillet : Franz Xaver Süßmayr, compositeur autrichien († 17 septembre 1803).
- 1er août : Ignaz Ladurner, pianiste, compositeur et pédagogue autrichien naturalisé français († 4 mars 1839).
- 23 août : Comte Johann Centurius von Hoffmannsegg, botaniste, entomologiste et ornithologue allemand († 13 décembre 1849).
- 27 août : Jacques-Augustin-Catherine Pajou, peintre français († 28 novembre 1828).
- 12 septembre : Jean Gheneser  militaire du Premier Empire d'origine russe († 24 septembre 1851).
- 13 octobre : Giuseppe Longhi, peintre et graveur italien († 2 janvier 1831).
- 14 octobre : Friedrich Carl Gröger, peintre et lithographe allemand († 9 novembre 1838).
- 24 novembre : Friedrich Weinbrenner, architecte allemand († 1er mars 1826).
- 25 novembre : Charles-Jean-Baptiste Bouc, marchand et homme politique canadien († 30 novembre 1832).
- Date inconnue :
- Jean-Charles-Nicolas Brachard, sculpteur français († 11 novembre 1846).
- Hyacinthe-Gabrielle Roland, actrice française († 7 novembre 1816).

## Décès en 1766
- 7 janvier : Giacomo Boni, peintre baroque italien (° 28 avril 1688).
- 13 janvier : Frédéric V, roi de Danemark et de Norvège (° 31 mars 1723).
- 23 février : Stanislas Ier Leszczynski, roi de Pologne, duc de Lorraine et de Bar (° 20 octobre 1677).
- 4 mars : Joseph Aved, collectionneur, marchand d’art et peintre français (° 12 janvier 1702).
- 7 mars : Ercole Lelli, anatomiste, sculpteur et  peintre italien (° 14 septembre 1702).
- 18 avril : Corrado Giaquinto, peintre rococo italien de l'école napolitaine (° 18 février 1703).
- 5 mai : Jean Astruc, médecin et exégète français (° 19 mars 1684).
- 24 juin : Claudio Francesco Beaumont, peintre et fresquiste italien (° 4 juillet 1694).
- 1er juillet : François-Jean Lefebvre de La Barre, noble français  (° 12 septembre 1746).
- 16 juillet : Giuseppe Castiglione, jésuite italien, missionnaire en Chine et peintre à la cour impériale (° 19 juillet 1688).
- 18 juillet : Mauro Antonio Tesi, peintre italien (° 15 janvier 1730).
- 3 novembre : Thomas Abbt, mathématicien, philosophe et écrivain allemand (° 25 novembre 1738).
- 7 novembre : Jean-Marc Nattier, peintre français (° 17 mars 1685).
- 7 novembre : Vincenzo Meucci, peintre italien (° 1694).
- 25 novembre : Jean Marie Farina, créateur d'Eau de Cologne (° 8 décembre 1685).
- 12 décembre : Johann Christoph Gottsched, écrivain allemand (° 2 février 1700).